# Comuna de Daleszyce
Daleszyce (polaco: Gmina Daleszyce) é uma gminy (comuna) na Polónia, na voivodia de Santa Cruz e no condado de Kielecki. A sede do condado é a cidade de Daleszyce.
De acordo com os censos de 2006, a comuna tem 14 713 habitantes, com uma densidade 65,7 hab/km².

## Área
Estende-se por uma área de 222,18 km², incluindo:
- área agricola: 36%
- área florestal: 57%

## Demografia
Dados de 30 de Junho 2004:
|                      | Total   | Total | Mulheres | Mulheres | Homens  | Homens |
| -------------------- | ------- | ----- | -------- | -------- | ------- | ------ |
|                      | pessoas | %     | pessoas  | %        | pessoas | %      |
| População            | 14 587  | 100   | 7321     | 50,2     | 7266    | 49,8   |
| Densidade (pop./km²) | 65,7    | 100   | 33       | 33       | 32,7    | 32,7   |

De acordo com dados de 2005, o rendimento médio per capita ascendia a 1965,76 zł.

## Subdivisões
- Borków, Brzechów, Cisów, Danków, Komórki, Kranów, Marzysz, Mójcza, Niestachów, Niwy, Sieraków, Słopiec, Smyków, Suków, Szczecno, Trzemosna, Widełki.

## Comunas vizinhas
- Bieliny, Górno, Kielce, Łagów, Morawica, Pierzchnica, Raków